# Lista de capítulos de Nurarihyon no Mago
O mangá Nurarihyon no Mago escrito e ilustrado por Hiroshi Shiibashi, foi publicado pela editora Shueisha. O primeiro capítulo de Nurarihyon no Mago foi publicado em março de 2008 na revista Weekly Shōnen Jump onde foi publicado até junho de 2012 no capítulo 207, a partir de outubro de 2012 passou a ser publicado na revista Jump Next! onde a publicação encerrou em fevereiro de 2013 no capítulo 210, contando com 25 volumes. Nesta página, os capítulos estão listados por volume, com seus respectivos títulos originais (volumes com seus títulos originais abaixo do traduzido e capítulos com seus títulos originais na coluna secundária).
No Brasil, é licenciado pela editora JBC e foi publicado entre outubro de 2012 e outubro de 2014.

## Volumes 1~8
| - 1. Tornando-se o Mestre de Todos os Espíritos - 2. Rikuo Patrulha na Escola no Meio da Noite - 3. Rikuo Fica Irritado com seu Irmão Jurado - 4. Rikuo e Seus Sonhos - 5. Rikuo faz Parte da Patrulha Kiyojuuji - 6. Rikuo Explora sua Casa - 7. Rikuo vai para a Primeira Rua - Extra. Verdadeira História do Clã Nura: História de Conflitos na Casa Principal | - 1. 魑魅魍魎の主となる (Chimimōryō no Nushi to Naru) - 2. リクオ、夜の学校をねり歩く (Rikuo, Yoru no Gakkō o Neriaruku) - 3. リクオ、義兄弟に怒られる (Rikuo, Gikyōdai ni Okorareru) - 4. リクオ、夢を見る (Rikuo, Yume o Miru) - 5. リクオ、清十字団結成に立ち会う (Rikuo, Kiyojūjidan Kessei ni Tachiau) - 6. リクオ、実家を探検される (Rikuo, Jikka o Tankensareru) - 7. リクオ、一番街へ行く (Rikuo, Ichibangai e Iku) - 番外編. 実録奴良組史 本家抗争編 (Jitsuroku Nura-gumi Shi: Honke Kōsō-hen) |

| - 8. Rikuo se depara com as Presas de Kyuso - 9. Rikuo Adquire uma Febre - 10. Rikuo vai em um Misterioso Tour Youkai - 11. Rikuo Permanece no Monte Nejireme - 12. Rikuo sai em uma Busca Noturna - 13. Rikuo na Noite de Lua Nova - 14. Rikuo fica no Cume do Monte Nejireme - 15. Rikuo se Depara com Gyuki | - 8. リクオ、窮鼠の牙と対峙する (Rikuo, Kyūso no Kiba to Taijisuru) - 9. リクオ、熱を出す (Rikuo, Netsu o Dasu) - 10. リクオ、妖怪ミステリーツアーに行く (Rikuo, Yōkai Misuterī Tsuā ni Iku) - 11. リクオ、捩眼山に留まる (Rikuo, Nejireme-yama ni Todomaru) - 12. リクオ、夜の探索に出る (Rikuo, Yoru no Tansaku ni Deru) - 13. リクオ、新月の夜に (Rikuo, Shingetsu no Yoru ni) - 14. リクオ、捩眼山の頂上に立つ (Rikuo, Nejireme-yama no Chōjō ni Tatsu) - 15. リクオ、牛鬼と対峙する (Rikuo, Gyūki to Taijisuru) |

| - 16. Umewakamaru e Gyuki - 17. O Amado Clã Nura de Gyuki - 18. Kana, 13 Anos - 19. Kana e o Youkai, Ungaikyo - 20. Aniversário de Kana - 21. Assembléia Geral do Clã Nura - 22. O Youkai do Vento - 23. Onmyojutsu Estilo Keikain - 24. O Poder de Nurarihyon - Extra. História de Conflitos na Patrulha Kiyojuji | - 16. 梅若丸と牛鬼 (Umewakamaru to Gyūki) - 17. 牛鬼の愛した奴良組 (Gyūki no Aishita Nura-gumi) - 18. カナ、13歳」 (Kana, Jūsan-sai) - 19. カナと妖怪・雲外鏡 (Kana to Yōkai Ungaikyō) - 20. カナの誕生日 (Kana no Tanjōbi) - 21. 奴良組総会 (Nura-gumi Sōkai) - 22. 風の妖怪 (Kaze no Yōkai) - 23. 花開院流陰陽術 (Keikain-ryū Onmyōjutsu) - 24. ぬらりひょんの力 (Nurarihyon no Chikara) - 番外編. 清十字怪奇探偵団抗争編 (Kiyojūji Kaiki Tantei-dan Kōsō-hen) |

| - 25. Os Sete Viajantes - 26. A Chegada de Shikoku e os Oitenta e Oito Demônios - 27. Sodemogi-sama - 28. Hibari e Senba-sama - 29. O Youkai Inugami - Parte 1 - 30. O Youkai Inugami - Parte 2 - 31. O Youkai Inugami - Parte 3 - 32. O Youkai Inugami - Parte 4 - 33. O Youkai Inugami - Parte 5 | - 25. 七人同行 (Shichinin Dōgyō) - 26. 四国八十八鬼夜行 (Shikoku Hachijūhakki Yakō) - 27. 袖モギ様 (Sodemogi-sama) - 28. ひばりと千羽様 (Hibari to Senba-sama) - 29. 妖怪・犬神 その1 (Yōkai Inugami - Sono Ichi) - 30. 妖怪・犬神 その2 (Yōkai Inugami - Sono Ni) - 31. 妖怪・犬神 その3 (Yōkai Inugami - Sono San) - 32. 妖怪・犬神 その4 (Yōkai Inugami - Sono Yon) - 33. 妖怪・犬神 その5 (Yōkai Inugami - Sono Go) |

| - 34. O Youkai Inugami - Parte 6 - 35. Nurarihyon de Jornada à Shikoku - 36. Contra-ataque - 37. Gozu e Mezu, Agentes Secretos: Parte 1 - 38. Gozu e Mezu, Agentes Secretos: Parte 2 - 39. O Retorno de Gozu e Mezu - 40. Cem Demônios com Sakazuki - 41. Cem Demônios Contra Oitenta e Oito Demônios - 42. O Youkai com Asas mais Escuras do que a Escuridão - Extra. Yura Na Casa de Kana | - 34. 妖怪・犬神 その6 (Yōkai Inugami Sono Roku) - 35. 総大将四国への旅 (Nurarihyon Shikoku e no Tabi) - 36. 反撃 (Hangeki) - 37. 牛頭馬頭密偵隊 その1 (Gozu Mezu Mittei-tai - Sono Ichi) - 38. 牛頭馬頭密偵隊 その2 (Gozu Mezu Mittei-tai - Sono Ni) - 39. 牛頭馬頭の帰還 (Gozu Mezu no Kikan) - 40. 百鬼夜行の盃 (Hyakki Yakō no Sakazuki) - 41. 百鬼夜行対八十八鬼夜行 (Hyakki Yakō tai Hachijūhakki Yakō) - 42. 闇より暗い翼を持つ妖怪 (Yami yori Kurai Tsubasa o Motsu Yōkai) - 番外編. ゆら at the HOUSE OF KANA (Yura at the House of Kana) |

| - 43. Branca de Neve Sobressaindo na Escuridão - 44. Os Chefes - 45. Martelo do Diabo - 46. Inugami Gyobu-Danuki Tamazuki - 47. O Fim da Ambição - 48. A Casa Onde o Jami Espreita - Parte 1 - 49. A Casa Onde o Jami Espreita - Parte 2 - 50. A Casa Onde o Jami Espreita - Parte 3 - 51. A Justiça - Extra. Histórias Estranhas da Cidade Ukiyoe | - 43. 闇に際立つ白い雪 (Yami ni Kiwadatsu Shiroi Yuki) - 44. 幹部戦 (Kanbu-sen) - 45. 魔王の小槌 (Maō no Kozuchi) - 46. 隠神刑部狸・玉章 (Inugami Gyōbu-Danuki Tamazuki) - 47. 野望の終幕 (Yabō no Shūmaku) - 48. 邪魅の漂う家 その1 (Jami no Tadayou Ie - Sono Ichi) - 49. 邪魅の漂う家 その2 (Jami no Tadayou Ie - Sono Ni) - 50. 邪魅の漂う家 その3 (Jami no Tadayou Ie - Sono San) - 51. 二人の正義 (Futari no Seigi) - 番外編. 浮世絵町奇譚 (Ukiyoe-chō Kitan) |

| - 52. Guerreiros de Azul e Preto - 53. Preocupação - 54. Palavras Falsas - 55. Decepção - 56. Verdadeira Identidade - 57. Convencendo Keikain Yura - 58. Lâmina Espírito Nenekirimaru, Parte 1: Histórias estranhas da Cidade Ukiyoe, O Oitekebori - 59. A Lâmina Anti-Demônios e o cachimbo: Lâmina Espírito Nenekirimaru, Parte 2 - 60. Nurarihyon e Youhime: Lâmina Espírito Nenekirimaru, Parte 3 | - 52. 青と黒の戦士 (Ao to Kuro no Senshi) - 53. 懊悩 (Ōnō) - 54. 偽りの言葉 (Itsuwari no Kotoba) - 55. だまし合い (Damashiai) - 56. 正体 (Shōtai) - 57. 花開院ゆらの納得 (Keikain Yura no Nattoku) - 58. 妖刀・祢々切丸その1 浮世絵町奇譚 置行堀 (Yōtō Nenekirimaru Sono Ichi: Ukiyoe-chō Kitan Oitekebori) - 59. 退魔刀とキセル 妖刀・祢々切丸その2 (Taimatō to Kiseru: Yōtō Nenekirimaru Sono Ni) - 60. ぬらりひょんと珱姫 妖刀・祢々切丸その3 (Nurarihyon to Yōhime: Yōtō Nenekirimaru Sono San) |

| - 61. Proposta de um certo Ayakashi: Lâmina Espírito Nenekirimaru, Parte 4 - 62. A Princesa Capturada: Lâmina Espírito Nenekirimaru, Parte 5 - 63. O Caminho do Animal: Lâmina Espírito Nenekirimaru, Parte 6 - 64. Por exemplo, Talvez, Flor de Cerejeira: Lâmina Espírito Nenekirimaru, Parte 7 - 65. Lâmina Espírito Nenekirimaru, Parte 8 - 66. Conectando-se ao Presente - 67. A Oitava Barreira - 68. O Comandante Supremo contra o Jovem Mestre - 69. A História de Tono, Parte 1: A Vila Oculta | - 61. ある妖の求婚妖刀•祢々切丸その4 (Aru Ayakashi no Kyūkon: Yōtō Nenekirimaru Sono Yon) - 62. 囚われの姫様 妖刀・祢々切丸その5 (Toraware no Hime-sama: Yōtō Nenekirimaru Sono Go) - 63. 獣道 妖刀・祢々切丸その6 (Kemono Michi: Yōtō Nenekirimaru Sono Roku) - 64. 例えるなら桜 妖刀・祢々切丸その7 (Tatoeru Nara Sakura: Yōtō Nenekirimaru Sono Shichi) - 65. 天守閣 妖刀・祢々切丸その8 (Tenshukaku: Yōtō Nenekirimaru Sono Hachi) - 66. 今へと繋ぐ (Ima e to Tsunagu) - 67. 八つの結界 (Yattsu no Kekkai) - 68. 総大将対若頭 (Nurarihyon tai Nurarihyon) - 69. 遠野・物語 その1/隠れ里 (Tōno Monogatari Sono Ichi/Kakurezato) |

## Volumes 9~16
| - 70. A História de Tono, Parte 2: Kamaitachi - 71. A História de Tono, Parte 3: O Youkai de Quioto, Kidomaru - 72. A História de Tono, Parte 4: Kyouka Suigetsu - 73. Hagoromo Gitsune da Invasão e Destruição Total de Quioto - 74. A Casa Principal dos Keikain - 75. Batalha decisiva no Rokukin-ji!! - 76. Deixando Tono!! - 77. Retorno | - 70. 遠野・物語 その2/鎌鼬 (Tōno Monogatari Sono Ni/Kamaitachi) - 71. 遠野・物語 その3/京妖怪・鬼童丸 (Tōno Monogatari Sono San/Kyō-Yōkai Kidōmaru) - 72. 遠野・物語 その4/鏡花水月 (Tōno Monogatari Sono Yon/Kyōka Suigetsu) - 73. 羽衣狐京都全滅侵攻 (Hagoromo Gitsune Kyōto Zenmetsu Shinkō) - 74. 花開院本家 (Keikain Honke) - 75. 鹿金寺の決戦!! (Rokukin-ji no Kessen!!) - 76. 遠野をたつ!! (Tōno o Tatsu!!) - 77. 帰還 (Kikan) |

| - 78. Cidade Envolvida na Escuridão - 79. O Onmyoji Cinza - 80. Onmyojutsu Estilo Yaso - 81. Hagun - 82. Súbita Encontro - 83. Navio do Tesouro - 84. Berço e Foice de Gato - 85. O Início da Guerra - 86. Batalha no Céu de Quioto | - 78. 闇にのまれる都 (Yami ni Nomareru Miyako) - 79. 灰色の陰陽師 (Haiiro no Onmyōji) - 80. 八十流陰陽術 (Yaso-ryū Onmyōjutsu) - 81. 破軍 (Hagun) - 82. 邂逅 (Kaikō) - 83. 宝船 (Takarabune) - 84. 鎌とあやとり (Kama to Ayatori) - 85. 緒戦 (Shosen) - 86. 京上空の戦い (Kyō Jōkū no Tatakai) |

| - 87. Humanos e Ayakashi - 88. Derrubado - 89. Desejo - 90. Labirinto: A Floresta de Torii - 91. O Amanojaku, Awashima - 92. O Nome do Awashima - 93. Unir - 94. Um Ayakashi que você nunca deve Encontrar - 95. Tsuchigumo | - 87. 人と妖 (Hito to Ayakashi) - 88. 撃墜 (Gekitsui) - 89. 宿願 (Shukugan) - 90. 迷宮・鳥居の森 (Meikyū: Torii no Mori) - 91. 天邪鬼・淡島 (Amanojaku Awashima) - 92. 淡島の名 (Awashima no Na) - 93. 合流 (Gōryū) - 94. 絶対に遭遇してはならない妖 (Zettai ni Sōgū Shitewa Naranai Ayakashi) - 95. 土蜘蛛 (Tsuchigumo) |

| - 96. Rugido - 97. Pesadelo - 98. Dia e Noite - 99. Afundar nas Trevas... - 100. Cheiro de Sangue - 101. Ondeko - 102. Seu Passado - 103. Poder e Poder - Extra. Registros de Três Gerações do Clã Nura ~A História do Alvorecer Edo~ - Extra. Yura Retorna para Kyoto ~O Batismo dos Novos Irmãos~ | - 96. 咆哮 (Hōkō) - 97. 悪夢 (Akumu) - 98. 昼と夜 (Hiru to Yoru) - 99. 闇に沈む… (Yami ni Shizumu...) - 100. 血の匂い (Chi no Nioi) - 101. 鬼太鼓 (Ondeko) - 102. 二人の過去 (Futari no Kako) - 103. 力と力 (Chikara to Chikara) - 番外編. 奴良組三代記～江戸黎明期編～ (Nura-gumi Sandaiki ~Edo Reimeiki-hen~) - 番外編. ゆら、京都に帰る～新しき兄たちの洗礼～ (Yura, Kyōto ni Kaeru ~Atarashiki Ani-tachi no Senrei~) |

| - 104. Intrusos que Rasgam o Céu - 105. Shokera - 106. Ao-Oni Chorando - 107. Para um Líder Incerto - 108. O Termo de Usar um Hyakki - 109. Conflito - 110. Confiem Tudo a Mim - 111. Ameixas Escarlates Crescendo sob a Neve - 112. Poder Total | - 104. 空を裂く侵入者 (Sora o Saku Shin'nyūsha) - 105. しょうけら (Shōkera) - 106. 泣いた青鬼 (Naita Ao-oni) - 107. 否慥の主へ (Hizō no Nushi e) - 108. 百鬼纏う御業 (Hyakki Matou Miwaza) - 109. 相剋 (Sōkoku) - 110. 全部あずけろ (Zenbu Azukero) - 111. 雪の下紅梅 (Yuki-no-shita Beniume) - 112. 全開 (Zenkai) |

| - 113. Toono e Rikuo - 114. Obrigações Realizadas no Regresso - 115. Velhos Inimigos - 116. Movimentos Fetais - 117. Para o Castelo Nijo...!! - 118. Recepção e Bocada Infernal - 119. Os Corredores do Castelo Nijo - 120. O Círculo de Reencarnação - 121. O Portão Rajou | - 113. 遠野とリクオ (Tōno to Rikuo) - 114. 背中越しの絆 (Senaka-goshi no Kizuna) - 115. 宿敵 (Shukuteki) - 116. 胎動 (Taidō) - 117. 弐條城へ…!! (Nijō-jō e...!!) - 118. サトリと鬼一口 (Satori to Oni-Hitokuchi) - 119. 弐條城回廊 (Nijō-jō Kairō) - 120. 輪廻の環 (Rinne no Wa) - 121. 羅城門 (Rajōmon) |

| - 122. Vazio - 123. Luta de Espadas - 124. Nascimento - 125. Armadilha - 126. Fissura - 127. Aquilo que Estava Oculto - 128. Coberto de Mistérios - 129. Fragmentos de Recordação - Extra. Contos Misteriosos do Colégio de Ukiyo-E - Extra. Rikuo Sonha Novamente com Aquilo | - 122. 虚空 (Kokū) - 123. 刀閃 (Tōsen) - 124. 誕生 (Tanjō) - 125. 罠 (Wana) - 126. 亀裂 (Kiretsu) - 127. 秘められたもの (Himerareta Mono) - 128. 藪の中 (Yabu no Naka) - 129. 追憶の欠片 (Tsuioku no Kakera) - 番外編. 浮世絵中奇譚 (Ukiyoe-chū Kitan) - 番外編. リクオ また例の夢を見る (Rikuo Mata Rei no Yume o Miru) |

| - 130. Aquele que Sussurra nas Sombras - 131. Banquete das Trevas - 132. Chamas em Kyoto - 133. Idênticas - 134. Rikuo Faz uma Declaração - 135. Tsurara e Koribachi - 136. Tsurara e o Clã Arawashi - 137. O Banheiro de Youkai - 138. Toryanse, o Estripador | - 130. 闇に囁く者 (Yami ni Sasayaku Mono) - 131. 暗黒の宴 (Ankoku no Utage) - 132. 京都炎上 (Kyōto Enjō) - 133. うり二つ (Urifutatsu) - 134. リクオ、宣言す (Rikuo, Sengensu) - 135. 氷麗と氷鉢 (Tsurara to Kōribachi) - 136. 氷麗と荒鷲組 (Tsurara to Arawashi-gumi) - 137. 便所の妖怪 (Benjo no Yōkai) - 138. 切裂とおりゃんせ (Kirisaki Tōryanse) |

## Volumes 17~25
| - 139. Toryanse, o Estripador, Continua - 140. Toryanse, o Estripador, Ainda Continuou - 141. O Vila Humana-Comendo - 142. O Vila Humana-Comendo, Continua - 143. O Vila Humana-Comendo, Ainda Continuou - 144. A Garota do Metrô - 145. A Garota do Metrô, Continua - 146. A Garota do Metrô, Ainda Continuou - 147. Os Cem Contos | - 139. 続・切裂とおりゃんせ (Zoku: Kirisaki Tōryanse) - 140. 続々・切裂とおりゃんせ (Zokuzoku: Kirisaki Tōryanse) - 141. 人を喰らう村 (Hito o Kurau Mura) - 142. 続・人を喰らう村 (Zoku: Hito o Kurau Mura) - 143. 続々・人を喰らう村 (Zokuzoku: Hito o Kurau Mura) - 144. 地下鉄の少女 (Chikatetsu no Shōjo) - 145. 続・地下鉄の少女 (Zoku: Chikatetsu no Shōjo) - 146. 続々・地下鉄の少女 (Zokuzoku: Chikatetsu no Shōjo) - 147. 百物語 (Hyaku Monogatari) |

| - 148. As Flores de Edo - 149. A Chaleira de Cem Demônios - 150. O Mistério de Kurotabo - 151. Cruzando o Caminho de outro - 152. Ondulação - 153. Um Milhão de Histórias de Fantasmas - 154. Lutar - 155. Os Cem Contos: O Centenário - 156. Fora de Controle | - 148. 江戸の華 (Edo no Hana) - 149. 百鬼の茶釜 (Hyakki no Chagama) - 150. 黒田坊の怪 (Kurotabō no Kai) - 151. 交差する二人 (Kōsasuru Futari) - 152. 波紋 (Hamon) - 153. 怪談百万遍 (Kaidan Hyakumanpen) - 154. 出入り (Deiri) - 155. 百物語・その百 (Hyaku Monogatari: Sono Hyaku) - 156. 暴走 (Bōsō) |

| - 157. Aqueles que Nascem - 158. Sakazuki Trocados nas Profundezas de uma Terra Estranha - 159. Grito de Guerra - 160. Previsão - 161. Apetite Estranho - 162. Transformação de Resolução - 163. Etiqueta Tóquio - 164. Os Caçadores e os Perseguidos - 165. Raiden | - 157. 生まれ出でし者共 (Umareideshi Monodomo) - 158. 異境の淵で交わす盃 (Ikyō no Fuchi de Kawasu Sakazuki) - 159. 鬨の声 (Toki no Koe) - 160. 予言 (Yogen) - 161. 悪食 (Akujiki) - 162. 覚悟の変化 (Kakugo no Henge) - 163. 東京鬼ごっこ (Tōkyō Onigokko) - 164. 追う者追われる者 (Ou Mono Owareru Mono) - 165. 雷電 (Raiden) |

| - 166. Tamasaburo - 167. A Perseverança de Kiyotsugu - 168. Alterações Rikuo - 169. Gravura do Inferno - 170. Pânico - 171. A Grande Fuga - 172. Resgate - 173. Duas Lâminas - 174. Medo da Resolução | - 166. 珠三郎 (Tamasaburō) - 167. 清継の決意 (Kiyotsugu no Ketsui) - 168. リクオ変貌 (Rikuo Henbō) - 169. 地獄絵図 (Jigoku Ezu) - 170. パニック (Panikku) - 171. 大脱出 (Dai-dasshutsu) - 172. 救出 (Kyūshutsu) - 173. 二枚の刃 (Ni-mai no Yaiba) - 174. 覚悟の畏 (Kakugo no Osore) |

| - 175. Sombra - 176. O Dever de Cada um - 177. Ajara Enbu - 178. Correndo em Fukagawa - 179. Encho - 180. Ao-Andon - 181. Meios de Sobrevivência - 182. Heptagrama - 183. Uma Encarnação do Ressentimento - 184. A Conclusão, e Então... | - 175. 影 (Kage) - 176. 夫々の仁義 (Sorezore no Jingi) - 177. 戯演舞 (Ajara Enbu) - 178. 深川突入 (Fukagawa Totsunyū) - 179. 圓潮 (Enchō) - 180. 青行燈 (Ao-Andon) - 181. 活路 (Katsuro) - 182. 七芒星 (Shichibōsei) - 183. 怨恨のみの存在 (Urami nomi no Sonzai) - 184. 決着、そして… (Ketchaku, Soshite...) |

| - 185. Para o Monte Osore... - 186. A Casa Gokadoin - 187. O Invocador de Barreira - 188. Sentimentos de Mil Anos - 189. A Voz da Katana - 190. Tempo de Purificação - 191. Rikuo Convida Amigos para Casa - 192. A Grande Assembléia - 193. Tsuchigumo Volta para Casa | - 185. 恐山へ… (Osore-zan e...) - 186. 御門院家 (Gokadoin-ke) - 187. 口寄せの結界師 (Kuchiyose no Kekkai-shi) - 188. 千年の想い (Sen-nen no Omoi) - 189. 刀の声 (Katana no Koe) - 190. 清浄の時 (Shojo no Toki) - 191. リクオ、実家に友人を招く (Rikuo, Jikka ni Yūjin o Maneku) - 192. 大会議 (Dai-kaigi) - 193. 土蜘蛛、故郷へ帰る (Tsuchigumo, Kokyō e Kaeru) |

| - 194. Os Tremores do Arquipélago - 195. Essa História, Mais uma vez ... - 196. O Passado de Tsuchigumo - 197. Guerra Local - 198. Yura e Rikuo - 199. Prova de Força - 200. Aqueles que Carregam as Trevas de uma Nova Era - 201. Barreira Espiral - 202. A Soberana de Quioto | - 194. 列島震撼 (Rettō Shinkan) - 195. もう1度、あの話を (Mō Ichido, Ano Hanashi o) - 196. 土蜘蛛の過去 (Tsuchigumo no Kako) - 197. 局地戦 (Kyokuchi-sen) - 198. ゆらとリクオ (Yura to Rikuo) - 199. 強さの証明 (Tsuyosa no Shōmei) - 200. 新新時代の闇を運ぶ人々 (Shin Jidai no Yami o Hakobu Bitobito) - 201. 螺旋結界 (Rasen Kekkai) - 202. 京の主 (Kyō no Nushi) |

| - 203. A Noite Antes do Ataque - 204. Renascimento - 205. O Dever de um Ayakashi - 206. Talento - 207. Aquele que Carrega o Peso de um Hyakki - 208. A batalha Decisiva no Castelo Espiral Aoi | - 203. 突入前夜 (Totsunyū Zen'ya) - 204. 再誕 (Saitan) - 205. 妖の本分 (Ayakashi no Honbun) - 206. 才能 (Sainō) - 207. 百鬼を背負いし者 (Hyakki o Seoishi Mono) - 208. スパイラル城あおいで決戦 (Supairaru Jō Aoi de Kessen) |

| - 209. A Terra da Conclusão - 210. Aquele que se Cobre com o Verdaeiro Temor Usar a Verdade - Extra 1. Laços Herdados - Extra 2. Terceiro, Você Enlouqueceu!? - Extra 3. A Loja das Trevas - Extra 4. Na Vila dos Han'yous | - 209. 決着の地 (Ketchaku no Chi) - 210. 真の畏を鬼纏う者 (Shin no Osore o Matou Mono) - 番外編①. 受け継がれる絆 (Uketsugareru Kizuna) - 番外編②. 三代目、御乱心!? (Sandaime, Go Ranshin!?) - 番外編③. 闇の質屋 (Yami no Shichiya) - 番外編④. 半妖の里にて (Han'yō no Sato nite) |